# Façade-écran
Une façade-écran est une forme de façade présentant des dimensions supérieures, en particulier en hauteur, au corps du bâtiment dont elle cache la vue. Un surcroît de décoration peut redoubler la différence entre l'avant et le reste de l'édifice.

## Histoire

### Architecture romane

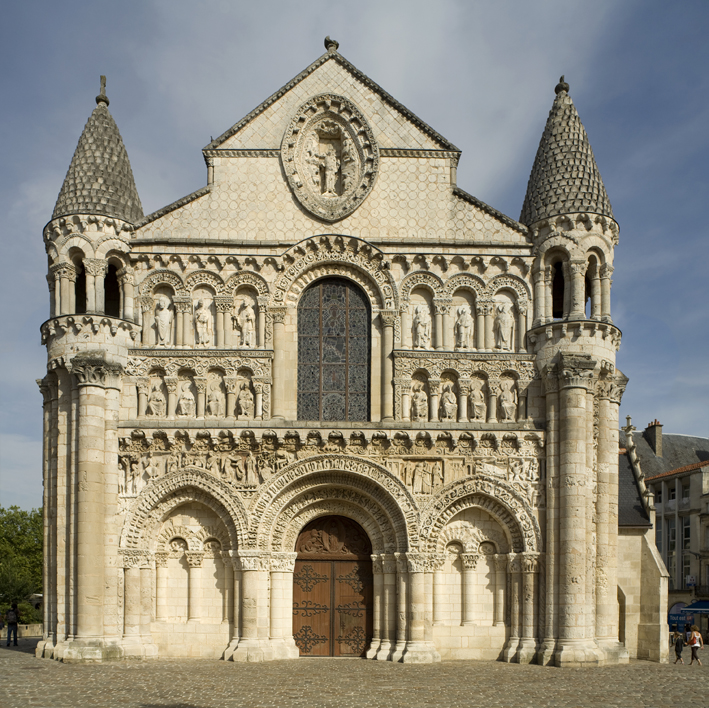
Façade-écran calée par deux faisceaux de colonnes de l'église Notre-Dame-la-Grande de Poitiers : portail central encadré de deux arcades latérales aveugles géminées, corniche à modillons réunis par des arcs festonnés, double étage d'arcatures interrompu par une fenêtre ceinte de deux voussures, pignon triangulaire à décrochement, décoré d'une mandorle.

La façade-écran est un type de façade romane très répandue aux XIe et XIIe siècles, notamment dans le sud-ouest de la France, dans le Poitou, la Saintonge et l'Aunis. Elle consiste en un grand mur dont la partie supérieure, souvent postiche, dépasse parfois de beaucoup le faîte du toit et est pourvue de deux tours rejetées sur les flancs de l'édifice. Cette façade monobloc ne reflète ainsi pas la division intérieure de l'église.
Elle se caractérise par un traitement de la façade en aplat, et non en profondeur tel qu'en Bourgogne ou en Provence par exemple. Dans les églises romanes du Poitou, elle est généralement composée de plusieurs registres superposées, structurés par des arcatures parfois aveugles, sans décor, comme à l'abbaye de Saint-Amant-de-Boixe ou à l'abbaye de la Châtre en Charente, ou richement sculptées comme à Notre-Dame-la-Grande de Poitiers. Elle est fréquente dans les églises en Angleterre.

#### Exemples de façades-écrans romanes
- Aulnay-de-Saintonge
- Saint-Hilaire de Melle
- L'abbaye Saint-Jouin de Marnes
- La cathédrale d'Angoulême

### Architecture créole
Les façades-écrans étaient également communes dans l'architecture des cases créoles de La Réunion.

#### Exemples de façades-écrans créoles
- Maison Orré
- Villa Déramond-Barre

### Architecture western

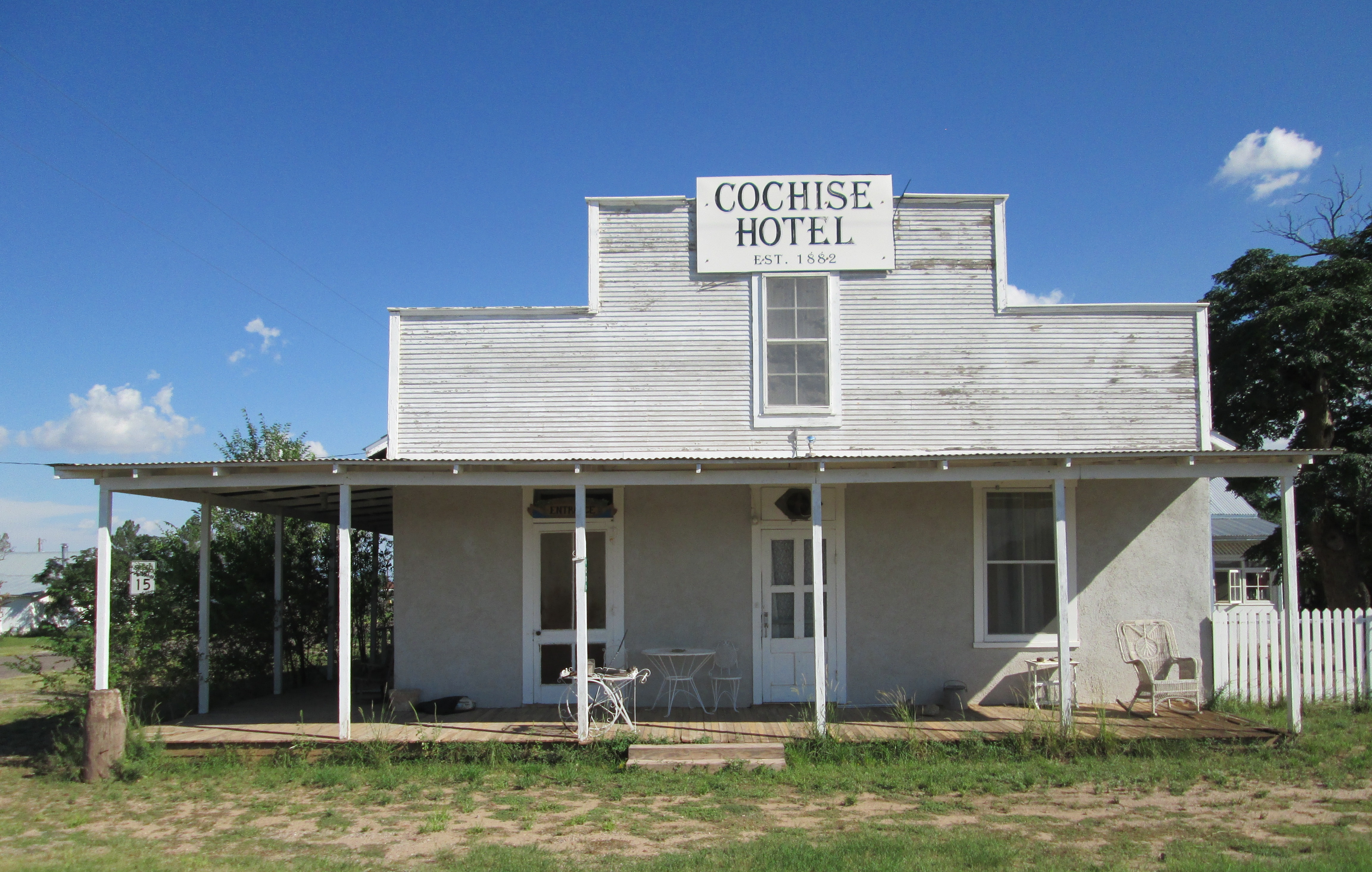
Façade-écran de l'hôtel Cochise, dans l'Arizona.

On trouve aussi de nombreux exemples de façades-écrans dans l'Ouest américain.